# Globos de Ouro de 2019
A 24.ª edição dos Globos de Ouro ocorreu a 29 de setembro de 2019, no Coliseu dos Recreios, em Lisboa. Foi apresentada por Cristina Ferreira e transmitida na televisão pela SIC, uma das duas organizadoras dos prémios juntamente com a revista Caras, mantendo a cobertura televisiva também na SIC Caras.
Com a introdução do prémio Entretenimento: Personalidade do Ano e Jornalismoː Personalidade do Ano, a área da televisão voltou a ser premiada, o que já não acontecia desde 2007, embora os prémios não tenham sido anunciados como pertencendo à categoria de Televisão, ao contrário do que tinha acontecido até à década de 2000.

## Apresentador
A 24.ª edição dos Globos de Ouro foi apresentada por Cristina Ferreira, que se estreou na condução da cerimónia, depois de onze anos com apresentação de Bárbara Guimarães e, de em 2017, a gala ter sido apresentada por João Manzarra e, em 2018, por César Mourão.

## Vencedores e nomeados
Houve alterações nas categorias de Moda e Desporto, que incluíram apenas a subcategoria de Personalidade do Ano, bem como na categoria de Música, que ganhou novas subcategorias: Melhor intérprete; Melhor música; Melhor espetáculo/atuação ao vivo. Destaca-se também a criação de novas categorias, nomeadamente Digital, Entretenimento, Jornalismo e Humor.

Nota
Os vencedores serão destacados a negrito.

### Desporto: Personalidade do Ano
- Cristiano Ronaldo
- Fernando Pimenta
- Inês Henriques
- Miguel Oliveira
- Nélson Évora

### Teatro
| Melhor Atriz                                                                   | Melhor Ator                                                                    | Melhor peça / espetáculo                                                                                           |
| ------------------------------------------------------------------------------ | ------------------------------------------------------------------------------ | --- |
| - Luísa Cruz - Maria Duarte - Beatriz Batarda - Bárbara Branco - Natália Luiza | - Paulo Pinto - Nuno Lopes - Miguel Guilherme - João Vicente - Miguel Loureiro | - Tio Vânia - Provisional figures great yarmouth - Credores - À volta o mar, no meio o inferno - O mundo é redondo |

### Digital: Personalidade do ano
- Mariana Cabral (Bumba na Fofinha)[1]
- José Neves (Farfetch)
- Cristiana Fonseca (Indico Capital Partners)
- Luís Rodrigues (Insónias em Carvão)
- Paulo Rosado (OutSystems)

### Entretenimento: Personalidade do ano
- Cristina Ferreira (SIC)
- Filomena Cautela (RTP)
- Daniela Ruah
- Diana Chaves (SIC)
- Vasco Palmeirim (RTP)

### Cinema
| Melhor Atriz                                                                        | Melhor Ator                                                                       | Melhor filme                                                  |
| ----------------------------------------------------------------------------------- | --------------------------------------------------------------------------------- | ------------------------------------------------------------- |
| - Isabel Ruth - Beatriz Batarda - Ana Padrão - Inês Castel-Branco - Victoria Guerra | - Carloto Cotta - Hugo Bentes - António Mortágua - Francisco Froes - Igor Regalla | - Raiva - Diamantino - Cabaret Maxime - Parque Mayer - Ramiro |

### Moda: Personalidade do ano
- Sara Sampaio
- Marques'Almeida
- Luís Carvalho
- Gonçalo Peixoto
- Maria Miguel

### Jornalismo: Personalidade do Ano
- Conceição Lino (SIC)
- Maria Flor Pedroso
- Ana Leal (TVI)
- Jacinto Godinho (RTP)
- Miriam Alves (SIC)

### Música
| Melhor intérprete                                                             | Melhor música | Melhor espetáculo / atuação ao vivo                                   |
| ----------------------------------------------------------------------------- | --- | --------------------------------------------------------------------- |
| - Capitão Fausto - Conan Osíris - Carminho - Carolina Deslandes - Gisela João | - "A Vida Toda" (Carolina Deslandes) - "Quem Me Dera" (Mariza) - "A Dança" (Tiago Nacarato) - "Amor, A Nossa Vida" (Capitão Fausto) - "Tempestade" (Márcia) | - Mariza - Miguel Araújo - António Zambujo - Agir - Tiago Bettencourt |

### Humor: Personalidade do ano
- Ricardo Araújo Pereira (TVI)
- César Mourão (SIC)
- Bruno Nogueira
- Herman José (RTP)
- Rui Sinel de Cordes

### Revelação do Ano
João Félix

### Prémio Mérito e Excelência
Maria do Céu Guerra